# Media Val Tresinaro, Val Dorgola
Media Val Tresinaro, Val Dorgola este o arie protejată (arie specială de conservare — SAC, sit de importanță comunitară — SCI) din Italia întinsă pe o suprafață de 512 ha, integral pe uscat.

## Localizare
Centrul sitului Media Val Tresinaro, Val Dorgola este situat la coordonatele 44°29′56″N 10°33′57″E / 44.498889°N 10.565833°E.

## Înființare
Situl Media Val Tresinaro, Val Dorgola a fost declarat sit de importanță comunitară în noiembrie 1995 pentru a proteja 10 specii de animale. Situl a fost protejat și ca arie specială de conservare în martie 2019.

## Biodiversitate
Situată în ecoregiunea continentală, aria protejată conține 7 habitate naturale: Pseudostepă cu ierburi și specii anuale de Thero-Brachypodietea, Pajiști uscate seminaturale și facies de acoperire cu tufișuri pe substraturi calcaroase (Festuco-Brometalia) (* situri importante pentru orhidee), Fânețe de joasă altitudine (Alopecurus pratensis, Sanguisorba officinalis), Formațiuni de Juniperus communis pe lande sau pajiști calcaroase, Râuri de munte și vegetația lor lemnoasă cu Salix elaeagnos, Galerii de Salix alba și de Populus alba, Păduri de Castanea sativa.
La baza desemnării sitului se află mai multe specii protejate:
- păsări (5): caprimulg (Caprimulgus europaeus), presură sură (Emberiza calandra), sfrâncioc roșiatic (Lanius collurio), ciocârlie de pădure (Lullula arborea), viespar (Pernis apivorus)
- amfibieni (1): Triturus carnifex
- mamifere (3): liliac cu urechi de șoarece (Myotis blythii), liliac cărămiziu (Myotis emarginatus), liliacul mic cu potcoavă (Rhinolophus hipposideros)
- nevertebrate (1): Austropotamobius pallipes

Pe lângă speciile protejate, pe teritoriul sitului au mai fost identificate 3 specii de plante, 3 specii de amfibieni, 9 specii de mamifere, 1 specie de nevertebrate, 1 specie de reptile.